# Blood (japanische Band)
BLOOD ist eine Visual-Kei-Gruppe aus Japan. Die Musik besitzt verschiedene Elemente und lässt sich wohl am ehesten mit Hard Rock definieren.
Die Bandmitglieder begreifen sich nicht nur als Musiker, sondern auch als Künstler. Kaede ist beispielsweise für die visuellen Aspekte zuständig, während Kiwamu sich sowohl als Grafikdesigner als auch als Kopf ihrer Produktionsfirma CURE betätigt. Die beiden bilden seit Beginn das Grundgerüst der Band und arbeiten neben ihrem dritten Sänger Fu-ki, der das heutige dritte feste Mitglied von Blood ist, auch mit vielen Gastmusikern, sodass die Besetzung von Lied zu Lied wechseln kann.

## Bandname
Der Name Blood (dt. Blut) bedeutet für die Band so viel wie Ursprung oder reines Blut und steht außerdem für starke Gefühle. Die Band versucht mit ihrer Musik die verschiedenen starken Emotionen der Menschen darzustellen.

## Erste Epoche
Kiwamu und Kaede gründeten Blood zusammen mit ihrem ersten Sänger Dai im Februar 2002 und veröffentlichten in diesem und darauf folgenden Monat zwei Demotapes. Im April stieß Taichi als Schlagzeuger und Gitarrist, der sich neben dem Programmieren auch am Songschreiben und Musikarrangement beteiligte, zur Band.
Nach der Veröffentlichung ihrer ersten Maxi-Single Anfang August wurden sie noch vor ihrem ersten Live-Auftritt am 3. Oktober im Brand New in Osaka im September in der Rockkategorie auf Artist Debut Net auf Platz 1 gewählt. Takeshi trat der Band im November als zweiter Sänger bei. Im gleichen Monat wurde eine englische Version ihrer Website online gestellt. Nach diversen Konzerten und zwei weiteren Singleveröffentlichungen musste Dai im Februar 2003 die Band verlassen, da dieser seine Arbeit nicht ernst genug nahm. Dies war das Ende der ersten Epoche, deren Werke im April 2004 auf der Kompilation 1st Period als 1st period Best + demo tracks veröffentlicht wurden.

## Zweite Epoche
Außer der Veröffentlichung des Videos Blood films #01 im März 2003 tourten Blood zu Beginn ihrer zweiten Epoche überwiegend in Japan, hatten aber im Sommer aufgrund ihres Bekanntheitsgrads in Übersee auch in den USA zwei Auftritte: Am 20. Juni auf dem Gakufest der Fanime 2003-Con in San Francisco und am 3. Juli auf der Anime Expo 2003 in Los Angeles. Neben zwei weiteren Demotapes veröffentlichten sie im Oktober ihr zweites Video mit dem Namen Iu USA ~ infected with Blood, auf dem neben den Auftritten der beiden US-Conventions auch ein Video von sweetest disease zu sehen ist. Zudem wurde im August ihre Website auch in Französisch und Koreanisch veröffentlicht. Am 24. Januar gaben sie auf der Ohayocon 2004 in Ohio ihr drittes Amerika-Konzert. Im Februar veröffentlichten sie ihr erstes Mini-Album Blood, das neben der nationalen Version auch als internationale und europäische Version mit je einer anderen Tracklist erschien. Zwei Tage nach ihrem ersten Konzert in Tokio verließen Taichi und Takeshi aus bisher unbekannten Gründen die Band.

## Dritte Epoche
Im März dieses Jahres trat mit Fu-ki der dritte und aktuelle Sänger der Band bei und schon am 2. April gab Blood im Glaz’ Art in Paris ihr erstes Europakonzert. Im gleichen Monat wurde die Website auch den spanischen und chinesischen Fans in ihrer eigenen Sprache zugänglich gemacht. Mit BLIND (der Titel soll zugleich das neue Motto der Band darstellen) erschien am 30. Mai dieses Jahres die vierte Single der Band.
2004 spielten Blood am 29. Mai auf dem Music Fest der Fanime 2004, auf der auch Duel Juwel zu Gast waren. Im September führten sie ihre Blood European Oneman Tour Vengeance for Blood erstmals nach Deutschland. Da das in Polen geplante erste Konzert vom Organisator abgesagt wurde, spielten sie ihren Tourstart im Berliner ColumbiaClub am 10. September, am 11. folgte ein Auftritt auf der Connichi in Kassel und am 12. beendeten sie ihre Tour im Pariser La Boule noir. Am 10. erschien gleichzeitig mit dem Tourstart die zweite Single mit Fu-ki The Funeral For Humanity. 
Mit ihrer zweiten Europa-Tour Vengeance for Blood 2 traten sie in Warschau, Lille und Münster auf. Im Anschluss wurde das zweite Album Vengeance for Blood veröffentlicht.
Im Mai traten BLOOD ein weiteres Mal als erste Visual Kei-Band überhaupt in Mexiko zur Convention TNT9 mit ihrer Oneman-Tour Vengeance for Blood 3 auf. Mit Vengeance for Blood 4 folgte Anfang Juli dann ihr erstes Oneman-Konzert in Tokio. Kurz darauf wurde das zweite Mini-Album ihrer dritten Epoche veröffentlicht: Vengeance for Blood 2. Zuvor jedoch besuchte die Band mit ihrer bisher längsten Tour Vengeance for Blood 5 ~North Europa Counter Attack~ Finnland, Schweden, Deutschland und England. Die Tour wurde ein voller Erfolg: ausverkaufte Häuser in Finnland und England, bereits in Finnland und Schweden wurde annähernd alle Merchandising-Bestände verkauft und nach vielen Problemen auf vergangenen Touren verlief alles ohne Probleme.
Als Abschluss der Tour folgt darauf das erste selbst veranstaltete Event Vengeance for Blood Extra ~Endless Spiral of Tragedy~. Neben der Weiterführung ihres Themas bedeutete das Jahr 2005 auch eine erneute Veröffentlichung alter Stücke in Form der Compilation-CDs 1st Period DX und 2nd Period DX. Kiwamu kündigte an, dass er der Band GPKISM beigetreten sei. Bei einer US-Tour trafen sie auch ihren Keyboarder Ryo (die Tour hieß: "Dark Labyrinth Vol. 8"). Im November kündigten Blood eine weitere US- und Mexiko-Tour namens Blood Final Tour: La Fin De Le Journee an. GPK und DJ SiSeN begleiteten die Gruppe auf ihre letzte Tournee, bevor sie sich auflösen würden. Kaede und Ryo nahmen an der Tour allerdings nicht teil. Vor der sechs Konzerte umfassenden Tour, brachten sie am 28. Januar noch ihr letztes Album Lost Sky heraus.

## Diskografie

### EPs / Alben
- Blood (2004; Cure) (international, domestic und european version)
- Vengeance for Blood (2004; Cure)
- Vengeance for Blood 2 (2005; Cure)
- Vengeance for Blood 3 (2005; Cure)
- Spleen ~Despair~ (2006; Cure)
- Les Fleurs Du Mal (2007)
- Vengeance for Blood Integral Edition (2008)
- The Reaper Behind Me (2008)
- Lost Sky (2009)

### Kompilationen
- Thanatos (2005; Nacht und Nebel Tonträger)
- 1st Period DX (2005; Cure)
- 2nd Period DX (2005; Cure)
- Vengeance for Blood Limited Edition (2006; Cure)

### Demos
- morphine (2002; Cure)
- tsuioku (2002; Cure)
- kurokiti no zensokyoku (2003; Cure)
- hyakuokunohikari to senokunokage (2003; Cure)

### Singles
- Bloodtype (2002; Cure)
- morphine / Collector (2002; Cure)
- tsuioku ~I remember you~ (2003; Cure)
- Blind (2004; Cure)
- The Funeral For Humanity (2004; Cure)
- Brumes et Pluise ~mist and rain~ (2007; Cure)